# Чемпіони з підворіття
«Чемпіони з підворіття» (рос. Чемпионы из подворотни) — український 4-серійний мінісеріал 2011 року режисера Ахтема Сеїтаблаєва.
Сюжет фільму ґрунтується на реальних подіях, які відбулися 2009 року в Італії на чемпіонаті з пляжного футболу серед безхатьків. Українська команда вийшла у фінал і у фіналі розгромила команду з Португалії

## У ролях
- Олексій Горбунов — Ладигін
- Олена Шамова — Оксана Ладигіна
- Дмитро Пєвцов — Воскобойников
- Олександр Кобзар — Ворон
- Аріна Асадчая — Ліза
- Андрій Самінін — Яша
- Іван Добронравов — Бодя
- Андрій Кронглевський — «Бізон»
- Антон Вахліовський — "Професор"
- Станіслав Боклан — Григорій
- Дмитро Суржиков
- Ольга Дроздова
- Веніамін Прибура
- Ольга Лук'яненко
- Олена Турбал

## Нагороди
- Вища нагорода 3-го Одеського міжнародного кінофестивалю «Золотий Дюк» (2012) в номінації «Найкращий український фільм»[3][4],

## Знімальна група
- Ідея: Ахтем Сейтаблаєв, Іванна Дядюра
- Сценаристи: Микола Рибалка, Ахтем Сейтаблаєв, Володимир Жовнорук
- Режисер-постановник: Ахтем Сейтаблаєв
- Оператор-постановник: Володимир Гуєвський
- Художник: Peter Style
- Композитор: Сол Штейн
- Звукооператор: Сергій Савченко
- Костюми: Надія Кудрявцева
- Грим: Володимир Панчук
- Монтаж: Сергій Клепач
- Виконавчий продюсер: Іванна Дядюра